# Park Dong-hyeok
Park Dong-hyeok (* 18. April 1979 in Yangpyeong, Gyeonggi-do) ist ein ehemaliger südkoreanischer Fußballspieler und heutiger -trainer. Er spielte zuletzt als Spieler für Ulsan Hyundai. Aktuell steht er als Trainer bei Chungnam Asan FC unter Vertrag.

## Karriere als Spieler

### Ausbildung
Seine Ausbildung absolvierte er in der Korea University, welche er von 1998 bis 2001 besuchte. Anschließend unterschrieb er einen Vertrag bei Jeonbuk Hyundai Motors.

### Spielerkarriere
Nach Ende seiner Ausbildung ging er zu den Jeonbuk Hyundai Motors. Dort konnte er sehr schnell erste Erfolge feiern. 2003 und 2005 gewann er den Korean FA Cup. 2004 konnte er zudem auch noch den Südkoreanischen Fußball-Supercup gewinnen. Bis Ende 2005 lief er für Jeonbuk Hyundai Motors 74-mal auf und erzielte dabei fünf Tore. Er spielte anschließend für Ulsan Hyundai. Während seiner Zeit dort, konnte er weitere Titel gewinnen. So gewann er mit Ulsan Hyundai 2006 den A3 Champions Cup und ein Jahr darauf den K-League-Ligapokal. Für Ulsan Hyundai lief er bis Ende 2008 68-mal auf und erzielte dabei 6 Tore. 2009 wechselte er nach Japan in die J1 League zu Gamba Osaka. Bei Gamba Osaka kam er nicht richtig zum Zug, weshalb er in die J2 League zu Kashiwa Reysol verliehen wurde. Bis Saisonende lief er 14-mal für den Verein auf. Nach Ende der Leihe, blieb er weiterhin bei den Reysols. 2010 schaffte er mit den Reysols den Direkten Aufstieg und die Ligameisterschaft. 2011 konnte er den nächsten Erfolg feiern, indem er mit dem Verein als erster Aufsteiger die J1-League gewinnen konnte und Japanischer Meister wurde. Ende 2011 wechselte er nach China in die Chinese Super League zu Dalian Shide. Für Dalian Shide lief er bis Saisonende 25-mal auf und erzielte dabei drei Tore. Am Ende der Saison verließ er wieder den Verein und wechselte zurück zu seinem alten Verein Ulsan Hyundai. Für Ulsan Hyundai lief er noch bis Saisonende 2014 40-mal auf und erzielte dabei ein Tor. Nach Ende der Saison 2014 beendete er seine aktive Spielerlaufbahn.

### Länderspiel-Karriere
Dong-hyeok wurde erstmals 1998 in die U-20-Auswahl berufen und lief bis 1999 achtmal für die Mannschaft auf. Anschließend wurde er in die U-23-Auswahl berufen, für die er bis 2002 32-mal auflief und fünf Tore erzielte. Bis Ende 2005 wurde er auch für Männer-Auswahl einberufen, für die er insgesamt 18-mal auflief.

## Karriere als Trainer
Nach Karriereende blieb er bei Ulsan Hyundai und arbeitete als Scout für den Verein weiter. 2016 wurde er zum Co-Trainer befördert. Ende 2016 verließ er den Verein in Richtung Asan Mugunghwa FC, wo er den Posten des Co-Trainers übernahm. Nach der Entlassung von Song Seon-ho übernahm er für den Posten des Trainers. Mit dem Verein gewann er auf Anhieb die K League Zweitligameisterschaft. Im Korean FA Cup, konnte er bis in das Viertelfinale voranschreiten, ehe sie durch eine Niederlage gegen Jeonnam Dragons mit 0:1 aus den Pokal schieden.

## Erfolge

### Als Spieler
- 2× Korean-FA-Cup-Gewinner: 2003, 2005
- 2× Südkoreanischer Fußball-Supercup-Gewinner: 2004, 2006
- 1× A3-Champions-Cup-Gewinner: 2006
- 1× K-League-Ligapokal-Gewinner: 2007
- 1× J2-League-Gewinner: 2010
- 1× Japanischer Meister: 2011

### Als Trainer
- 1× K League 2-Gewinner: 2018